# Castel d'Aiano
Castel d'Aiano é uma comuna italiana da região da Emília-Romanha, província de Bolonha, com cerca de 1.820 habitantes. Estende-se por uma área de 45,25 km², tendo uma densidade populacional de 40 hab/km². Faz fronteira com Gaggio Montano, Montese (MO), Vergato, Zocca (MO).

## Demografia
| Variação demográfica do município entre 1861 e 2011                               |
|                                                                                   |
| Fonte: Istituto Nazionale di Statistica (ISTAT) - Elaboração gráfica da Wikipedia |